# جورج فرناندز
جورج متیو فرناندز (متولد ۳ ژوئیه ۱۹۳۰ – درگذشته ۲۹ ژانویه ۲۰۱۹) یک متحد سابق اتحادیه مدنی هندی، سیاستمدار، روزنامه‌نگار، کشاورز و عضو راجیه سبها از بیهار بود. او یکی از اعضای کلیدی جاناتا دال بود و بنیانگذار حزب ساماتا بود. او چندین مرحله وزیر بوده که شامل ارتباطات، صنعت، راه‌آهن و دفاع می‌باشد.
بنیاد منگلور، فرناندز را در سال ۱۹۴۶ به بنگلور فرستاد تا به عنوان یک کشیش آموزش داده شود. در سال ۱۹۴۹، او به بمبئی نقل مکان کرد، جایی که او به جنبش اتحادیه سوسیالیست پیوست. فرناندز، به عنوان یک رهبر اتحادیه‌های کارگری، در دهه‌های ۱۹۵۰ و ۱۹۶۰ در حالی که با راه‌آهن هند کار می‌کرد، بسیاری از اعتصاب‌ها را سازماندهی کرد. وی در سال‌های ۱۹۶۷ در انتخابات مجلس شورای ملی بمبی جنوبی فعالیت نمود و کنگره ملی هند را شکست داد. همچنین اعتصاب راه‌آهن ۱۹۷۴ را سازماندهی کرد. فرناندز در طول دوران فشار به صورت اضطراری زندگی مخفی و زیرزمینی داشت ولی در همان حال نیز برای به چالش کشیدن ایندیرا گاندی نخست‌وزیر هند تلاش می‌کرد اما در سال ۱۹۷۶ دستگیر و مورد محاکمه قرار گرفت.

## سابقه روزنامه‌نگاری
فرناندز حتی در طی روزهای دانش آموزیش خواندن مقالات و روزنامه‌نگاری را دوست داشت. او در سال ۱۹۴۹ سردبیر یک نشریه بود و در همان زمان نیز یک نشریه هفتگی به زبان انگلیسی که انتشارش متوقف شده بود تحت مجوز فرناندز ظاهر شد. فرناندز چندین کتاب در زمینه سیاست مانند مسئله کشمیر، اعتصاب راه‌آهن، منزلت برای همه، مقالاتی در سوسیالیسم و دموکراسی دارد. او همچنین سردبیر یک ماهنامه انگلیسی و رئیس هیت تحریریه ماهانه هندی بود و یکی از فعالان حقوق بشر، عضو عفو بین‌الملل، و عضو اتحادیه مردم برای آزادی‌های مدنی و شورای مطبوعات هند می‌باشد.